# 2660 Восерман
2660 Восерман (2660 Wasserman) — астероїд головного поясу, відкритий 21 березня 1982 року.
Тіссеранів параметр щодо Юпітера — 3,353.